# Under stjärnornas parasoll
Under stjärnornas parasoll är ett studioalbum av Cecilia Vennersten, släppt 2006.  Hon har arbetat ihop med låtskrivare som Emma Holland, Johan Sahlén, Simen M. Eriksrud och Stein Austrud för att skriva sångerna. "Ett stulet ögonblick" testatdes för Svensktoppen den 19 november 2006, men tog sig aldrig in på listan.

## Låtlista
1. Fri
2. Människa
3. Ett stulet ögonblick
4. Nåt så underbart
5. Varje gång jag ser dig
6. Du är så rar
7. Ringar på vatten
8. Du gav dig av
9. Leva
10. Jag är inte hon
11. Min sång

## Medverkande
- Cecilia Vennersten — sång
- Mats Johansson —gitarr
- Jonny Sjo — bas
- Kim Ofstad — trummor
- Joakim Styrén — klaviatur, programmering, trummor, producent

### Fotnoter
1. ↑  ”Svensk mediedatabas”. http://smdb.kb.se/catalog/id/002057151. Läst 10 maj 2011.
2. ↑  Svensktoppen - 19 november 2006